# Lijst van extreme punten in Vlaanderen

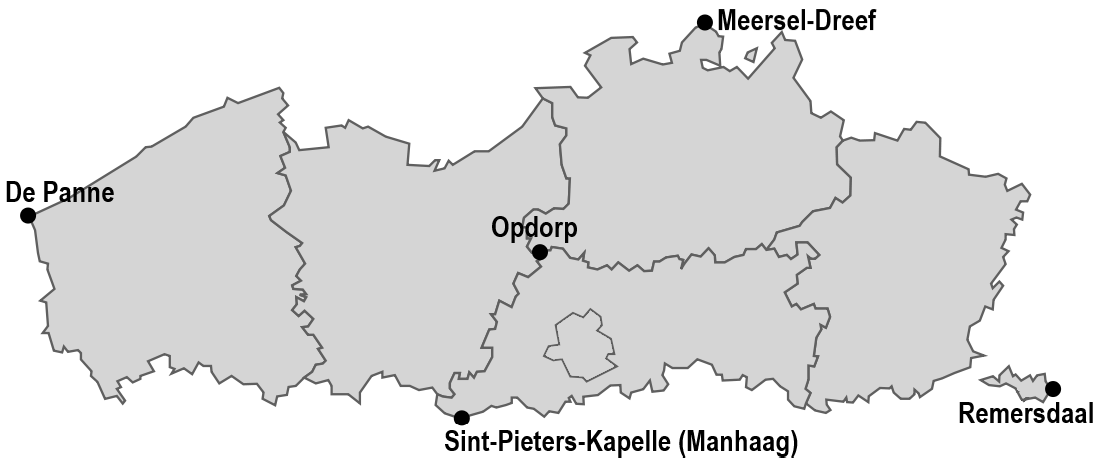
Op deze afbeelding: de meest noordelijke, zuidelijke, westelijke en oostelijke punten van Vlaanderen, alsook het geografische middelpunt, aangeduid op kaart met plaatsnaam.

Hieronder een lijst van extreme punten in Vlaanderen.

## Geografische breedte en lengte

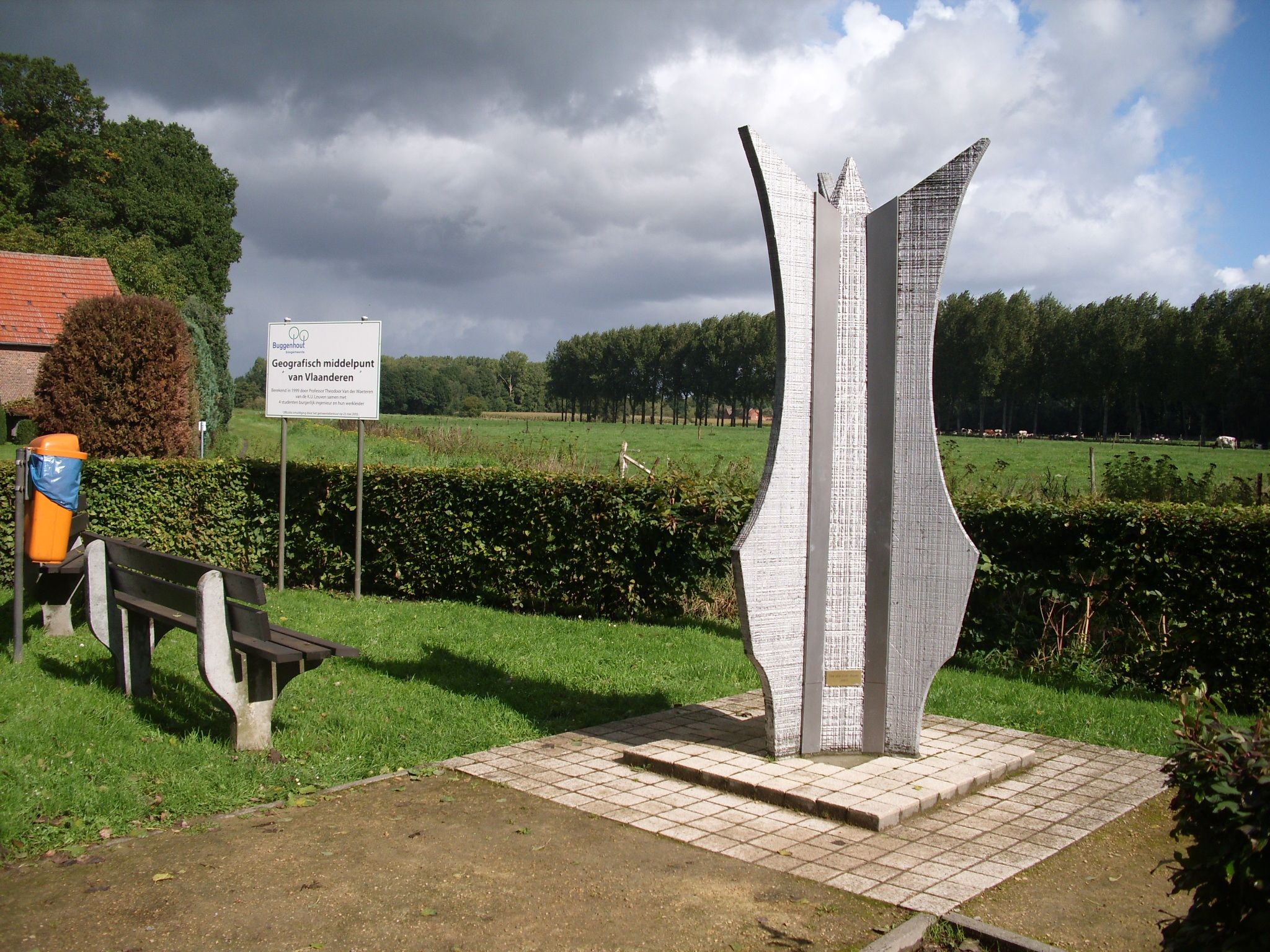
Monument bij het geografische middelpunt van Vlaanderen in Opdorp.

### Noordelijkste punt
- Noordelijkste plaats: Meersel-Dreef (gemeente Hoogstraten, provincie Antwerpen)
- Noordelijkste punt: coördinaten 51° 30′ 19″ NB, 4° 46′ 26″ OL[1]

### Zuidelijkste punt
- Zuidelijkste plaats: Sint-Pieters-Kapelle, in gehucht Manhaag (gemeente Herne, provincie Vlaams-Brabant)
- Zuidelijkste punt: coördinaten 50° 41′ 15″ NB, 3° 59′ 16″ OL[1]

### Westelijkste punt
- Westelijkste plaats: De Panne, in natuurreservaat De Westhoek (gemeente De Panne, provincie West-Vlaanderen)
- Westelijkste punt: coördinaten 51° 05′ 22″ NB, 2° 32′ 43″ OL[1]

### Oostelijkste punt
- Oostelijkste plaats: Remersdaal, in het Beusdaalbos (gemeente Voeren, provincie Limburg)
- Oostelijkste punt: coördinaten 50° 44′ 7″ NB, 5° 54′ 40″ OL[1]

### Middelpunt
- Plaats op het Geografische middelpunt van Vlaanderen: Opdorp (gemeente Buggenhout, provincie Oost-Vlaanderen)
- Geografische middelpunt: coördinaten 51° 02′ 16″ NB, 4° 14′ 26″ OL[2]

### Afstand
- De maximale afstand tussen twee punten binnen Vlaanderen bedraagt 239,15 km. Dit valt samen met de afstand tussen het voornoemde meest westelijke punt in De Panne en het meest oostelijke punt in Remersdaal[1].
- Als de Voerense enclave niet meegeteld wordt, bedraagt de maximale afstand tussen twee punten binnen Vlaanderen 231,06 km. Het gaat hier om de afstand tussen het meest westelijke punt in De Panne en het meest oostelijke punt op het vasteland naast de Maas in Kessenich (gemeente Kinrooi, provincie Limburg, coördinaten 51° 08′ 42″ NB, 5° 51′ 18″ OL)[1]. Dit is dus de maximale afstand die binnen Vlaanderen afgelegd kan worden zonder een landsgrens of taalgrens over te steken.
- Het smalste stukje Vlaanderen, kan je vinden in Moelingen-Voeren 50°45'25.3"NB, 5°44'21.0" OL. Hier is de afstand tussen Nederland en het Waals gewest net geen 200 m, gemeten van aan grenspaal n°34 tot aan de omheining van het gascompressie-station van Berneau.

## Hoogte

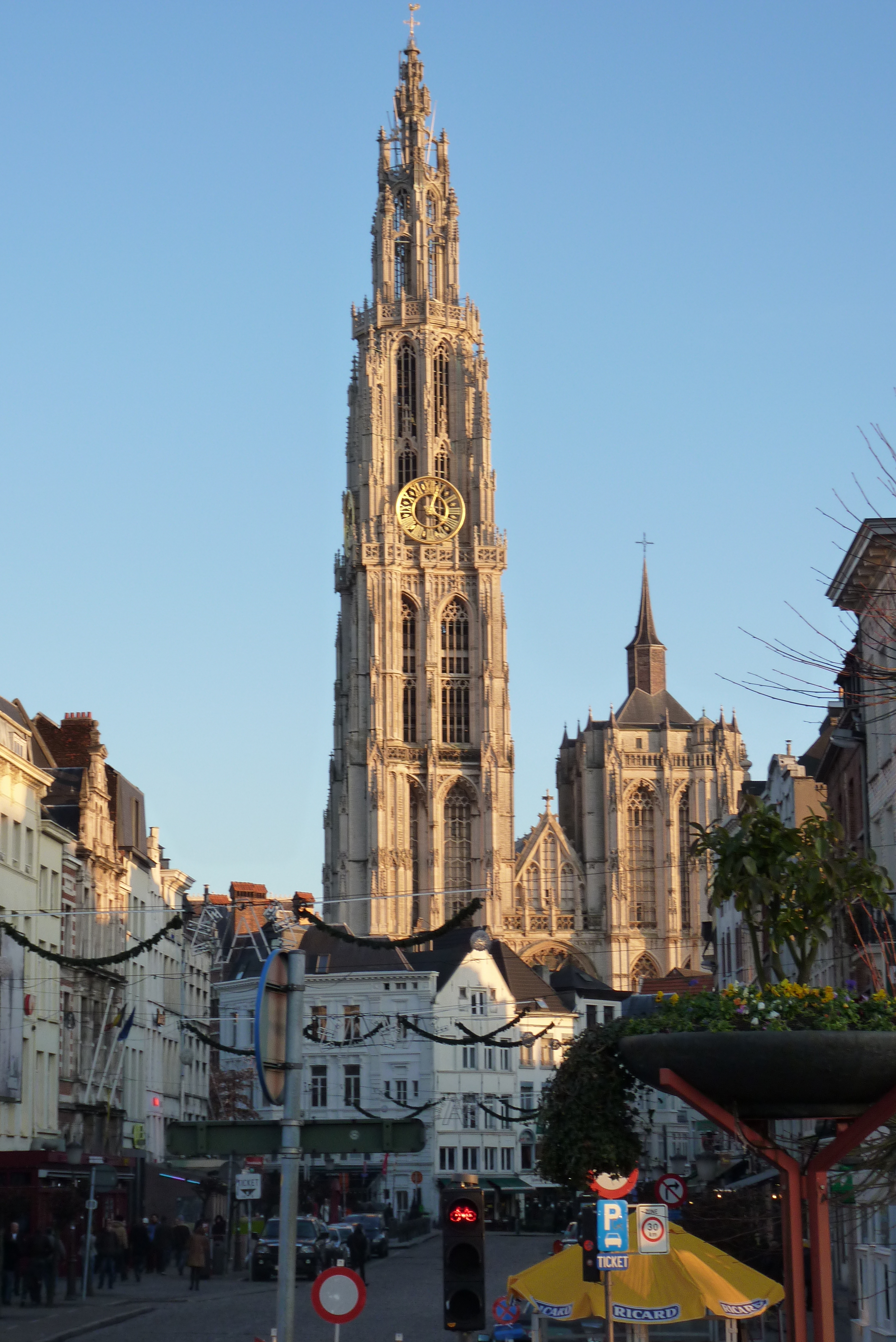
De Antwerpse Onze-Lieve-Vrouwekathedraal is het hoogste gebouw van het Vlaams gewest

### Geografische punten
- Hoogste punt: een naamloos punt nabij de Stoevenboshoeve in Remersdaal (gemeente Voeren, provincie Limburg): 287,5 m TAW.[3][4]
- Laagste punt: De Moeren (gemeente Veurne, provincie West-Vlaanderen): ongeveer 0 m TAW (het exacte punt is niet officieel bepaald, het laagste punt zou ongeveer 2 à 3 meter onder zeeniveau liggen).[5]

### Gebouwen
De hoogste gebouwen binnen het Vlaams Gewest, zijn:
1) De Onze-Lieve-Vrouwekathedraal in Antwerpen (124,925 meter)
2) De Arteveldetoren in Gent (118,5 meter)
3) De Onze-Lieve-Vrouwekerk in Brugge (115,6 meter)
4) Toren 5 in Sint-Maartensdal te Leuven (115 meter, inclusief antenne)
5) De Sint-Katharinakerk te Hoogstraten (104,7 meter)
Als het Brussels Hoofdstedelijk Gewest meegerekend wordt, dewelke onderdeel is van het grondgebied van de Vlaamse Gemeenschap, dan is de Antwerpse Onze-Lieve-Vrouwekathedraal pas het zesde hoogste gebouw in Vlaanderen. Vijf gebouwen in Brussel zijn nog hoger, waarvan de Zuidertoren (150 meter) in Sint-Gillis de hoogste is.

## Water en natuur

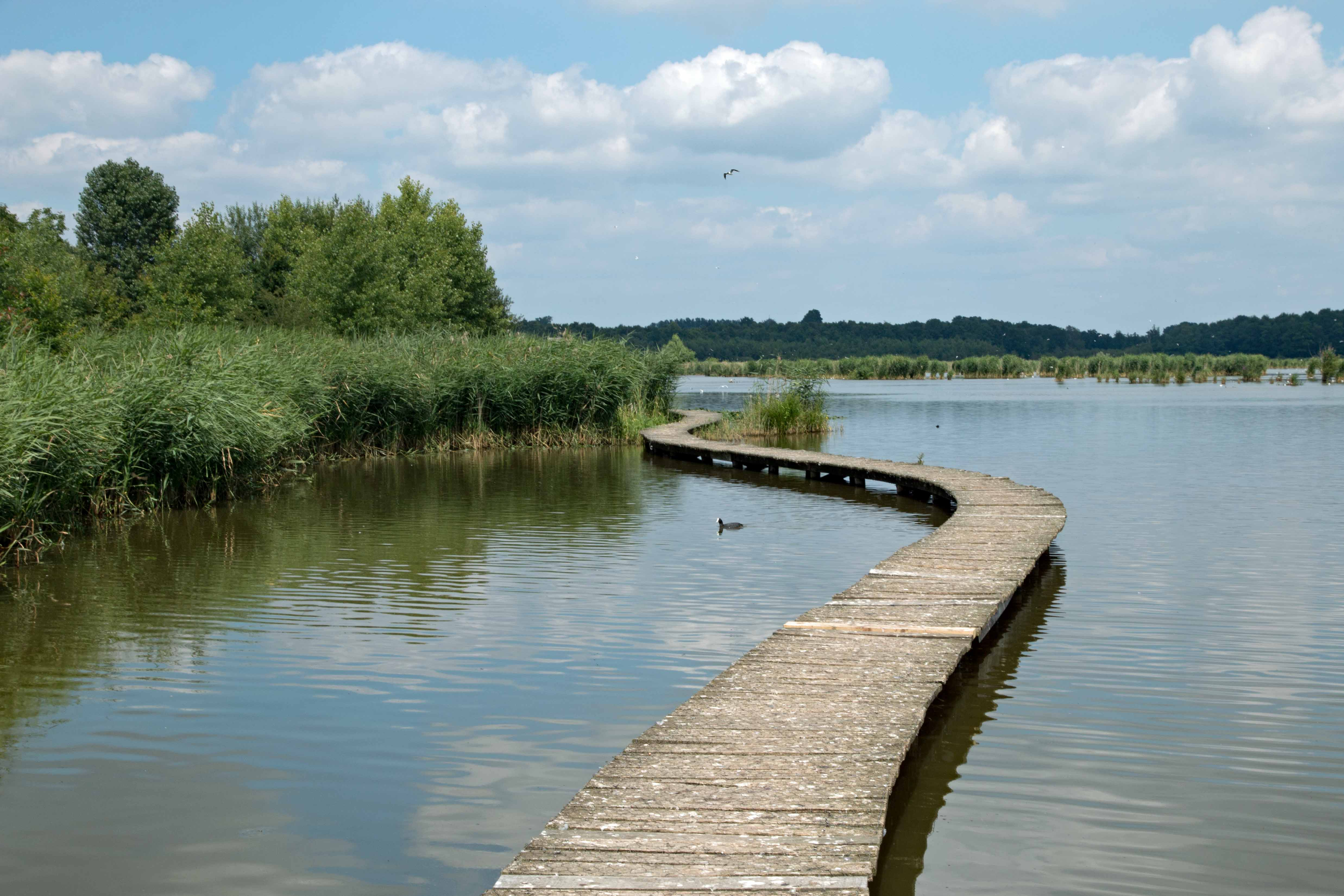
Het Vinne in Zoutleeuw, het grootste natuurlijke meer in Vlaanderen.

### Meren
- Het grootste natuurlijke meer van Vlaanderen: het meer bij natuurgebied Het Vinne in Zoutleeuw (100 ha)[6][7].
- Het grootste kunstmatig aangelegde meer in Vlaanderen: de Spaanjerdplas, een van de Maasplassen gelegen te Kinrooi (157 ha)[8]

### Rivieren
- De grootste natuurlijke rivier met bron in Vlaanderen is de Dommel. Deze heeft een lengte van 120 km. De rivier ontspring in Wauberg (gemeente Peer, provincie Limburg), en mondt uit in de rivier de Dieze in 's-Hertogenbosch (provincie Noord-Brabant, Nederland).
- De grootste natuurlijke rivier met monding in Vlaanderen is de Leie. Deze heeft een lengte van 202 km. De rivier ontspringt in Lisbourg (departement Pas-de-Calais, Frankrijk) en mondt uit in de rivier de Schelde te Gent (provincie Oost-Vlaanderen).
- De grootste natuurlijke rivier die zich volledig op Vlaams grondgebied bevindt is de Demer. Deze heeft een lengte van 85 km. De rivier ontspringt in Ketsingen (gemeente Tongeren, provincie Limburg) en mondt uit in de rivier de Dijle te Werchter (gemeente Rotselaar, provincie Vlaams-Brabant).

### Bos en natuur
- Het grootste aaneengesloten bosgebied van Vlaanderen is Bosland in het noorden van Limburg. Het bosgebied is 6517 ha groot[9].
- Het grootste natuurreservaat van Vlaanderen is het Nationaal Park Hoge Kempen. Het natuurreservaat is 12 742 ha groot[10].

## Gemeenten en oppervlakte

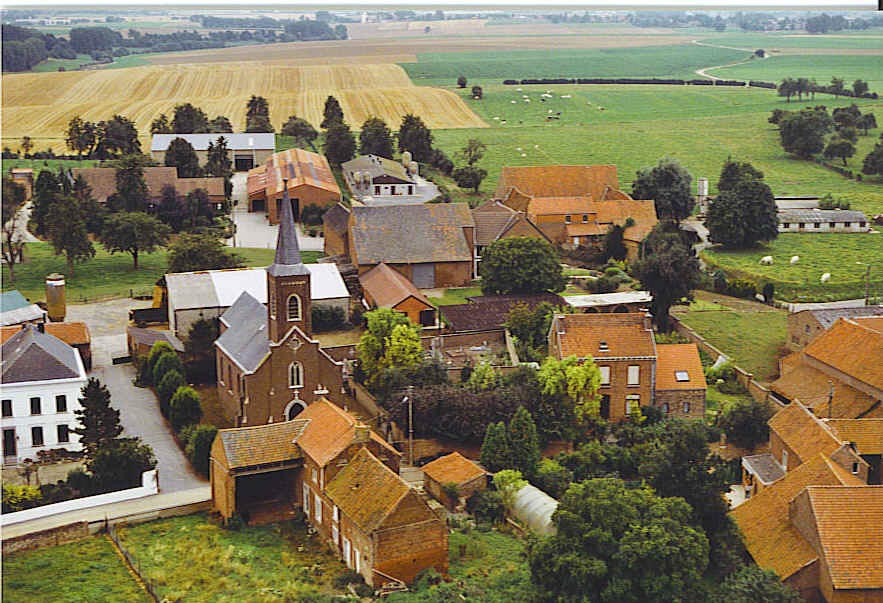
Herstappe is de gemeente in het Vlaams gewest met de kleinste oppervlakte.

### Grootste gemeenten
Hieronder de grootste gemeenten van Vlaanderen op basis van oppervlakte:
1) Antwerpen (provincie Antwerpen - 208,22 km²)
2) Beveren-Kruibeke-Zwijndrecht (provincie Oost-Vlaanderen - 206,45 km²)
3) Gent (provincie Oost-Vlaanderen - 156,18 km²)
4) Diksmuide (provincie West-Vlaanderen - 149,40 km²)
5) Tongeren-Borgloon (provincie Limburg - 139,13 km²)

### Kleinste gemeenten
Hieronder de kleinste gemeenten van Vlaanderen op basis van oppervlakte:
1) Herstappe (provincie Limburg - 1,35 km²)
2) Drogenbos (provincie Vlaams-Brabant - 2,49 km²)
3) Mesen (provincie West-Vlaanderen - 3,58 km²)
4) Borsbeek (provincie Antwerpen - 3,92 km²)
5) Linkebeek (provincie Vlaams-Brabant - 4,15 km²)
Als het Brussels Hoofdstedelijk Gewest meegerekend wordt, dewelke onderdeel is van het grondgebied van de Vlaamse Gemeenschap, dan zijn er enkele Brusselse gemeenten die eveneens tot de kleinste gemeenten behoren: Sint-Joost-Ten-Node (1,14 km²), Koekelberg (1,17 km²), Ganshoren (2,46 km²), Sint-Gillis (2,52 km²), Sint-Agatha-Berchem (2,95 km²), Etterbeek (3,15 km²). 